# Тризуб (хокейний клуб)
ХК «Тризуб» (Київ) — український хокейний клуб з Києва. Команда заснована у 2023 році. Виступає у чемпіонаті України з хокею.

## Історія клубу
Хокейний клуб «Тризуб» був офіційно створений 19 липня 2023 року. 
Першим головним тренером команди став Олег Тимченко, який до цього тренував «Дніпро» (Херсон) та ХК «Краматорськ». 
20 вересня 2023 року хокейний клуб «Тризуб» провів свою першу офіційну гру, яку програв херсонському «Дніпру» з рахунком 2:4 під час розіграшу кубку України.
«Тризуб» заявився на участь до чемпіонату України сезону 2023/24 років. По закінченню сезону «Тризуб» серед шести команд, що брали участь у чемпіонаті, завершив виступи на п'ятому місці.
У 2024 році хокейний клуб «Тризуб» заключив партнерство з провідною нафтовидобувною компанією «Укрнафта». 
Перший справжній значний успіх для команди стався під час розіграшу кубку України-2024, де під керівництвом Олександра Яковенко команда дійшла до фіналу. Спочатку у чвертьфіналі «Тризуб» переграв іншу столичну команду «Київ Кепіталз» з рахунком 4:1, а у півфіналі впевнено переміг команду «Дніпро» (Херсон) з рахунком 6:0. У вирішальній фінальній грі кияни програли новоствореній команді «Шторм» (Одеса), яка виграла трофей та стала справжньою сенсацією турніру. Капітан команди Павло Дворецький став найкращим захисником турніру. 
«Тризуб» був заявлений на участь у чемпіонаті України сезону 2024/25 років, але через фінансові труднощі та конфлікт з организаторами змагань, команда знялась з розіграшу чемпіонату.

## Склад команди
Склад команди станом на 01.10.2024
| Гравець             | Рік народження |  |
| Воротарі            | Воротарі       |  |
| ------------------- | -------------- |  |
| Данило Макаренко    | 2001           |  |
| Захар Касатонов     | 2005           |  |
| Артем Степаненко    | 2006           |  |
| Захисники           |                |  |
| Павло Дворецький    | 1982           |  |
| Андрій Байбарза     | 2006           |  |
| Володимир Горбунов  | 2003           |  |
| Денис Хонін         | 1989           |  |
| Роман Щербатюк      | 1981           |  |
| Павло Таран         | 1992           |  |
| Михайло Васильєв    | 2000           |  |
| Нападники           |                |  |
| Кирило Бондаренко   | 1996           |  |
| Віктор Чайка        | 2006           |  |
| Олексій Черемнов    | 1998           |  |
| Назар Даниленко     | 2007           |  |
| Родіон Дерев'янко   | 2005           |  |
| Данило Дуюн         | 2001           |  |
| Дмитро Халін        | 2000           |  |
| Ярослав Козир       | 2007           |  |
| Андрій Лісовий      | 2006           |  |
| Ігор Люлюк          | 1982           |  |
| Олександр Найдьонов | 1999           |  |
| Ярослав Назарага    | 2002           |  |
| Денис Осадчий       | 2003           |  |
| Антон Росляков      | 1987           |  |
| Ілля Сенік          | 2000           |  |
| Артем Терзі         | 2006           |  |
| Євгеній Тимченко    | 1996           |  |
| Євгеній Зик         | 2000           |  |

## Досягнення
- Кубок України
  -  Фіналіст(1) : 2024